# Emmanuel III Delly
Emmanuel III Delly (Emmanuel-Karim) (in arabo: مار عمانوئيل الثالث دلي) (Telkaif, 27 settembre 1927 – San Diego, 8 aprile 2014) è stato un cardinale e patriarca cattolico iracheno.
Fu creato cardinale da Benedetto XVI il 24 novembre 2007, divenendo così il secondo vescovo iracheno a ricevere la porpora dopo Ignace Gabriel I Tappouni, patriarca della Chiesa cattolica sira.

## Biografia
È nato a Telkaif, nell'arcieparchia di Mosul dei Caldei ed è stato battezzato il 6 ottobre 1927 dello stesso anno.
È laureato in sacra teologia alla Pontificia Università Urbaniana e in diritto canonico alla Pontificia Università Lateranense ed è licenziato in filosofia all'Urbaniana. Ordinato sacerdote il 21 dicembre 1952 dal cardinale Pietro Fumasoni Biondi a Roma, nel Pontificio Collegio Urbano di Propaganda Fide, è rientrato a Baghdad come segretario del patriarca il 30 dicembre 1960.
È stato eletto alla sede vescovile titolare di Paleopoli di Asia il 7 dicembre 1962 con l'incarico di ausiliare del patriarca Paul II Cheikho. Giovanni XXIII lo ha confermato il 26 dicembre 1962. Ha ricevuto l'ordinazione episcopale il 19 aprile 1963. Da quell'anno, come vescovo, è divenuto membro del Concilio Vaticano II, al quale aveva partecipato in precedenza come perito.
Il 6 maggio 1967 è stato promosso alla sede arcivescovile titolare di Kaskar mantenendo l'incarico di ausiliare del patriarca di Babilonia dei Caldei fino al 24 ottobre 2002, quando rinuncia per raggiunti limiti di età.
È stato consultore della commissione di revisione del Codice di diritto canonico orientale e della commissione per i rapporti con l'Islam del Segretariato per i non cristiani (ora Pontificio Consiglio per il Dialogo interreligioso).
Alla morte del patriarca Rafael I Bidawid, fu convocato il sinodo della Chiesa cattolica caldea a Baghdad dal 20 agosto al 3 settembre 2003, che non riuscì tuttavia ad eleggere il nuovo patriarca. La Santa Sede allora convocò un nuovo sinodo a Roma per i primi giorni di dicembre dello stesso anno.
Il 3 dicembre 2003 è stato eletto dai vescovi caldei patriarca di Babilonia, un ruolo particolarmente importante e delicato nel drammatico momento storico attraversato dal suo paese: nel mese di marzo di quell'anno, infatti, nell'Iraq era stata scatenata la guerra. In quelle circostanze, il 2 e il 3 dicembre papa Giovanni Paolo II ha convocato il Sinodo dei Vescovi della Chiesa caldea nel Palazzo apostolico. Al termine dell'incontro - presieduto dal cardinale Ignace Moussa I Daoud, allora prefetto della Congregazione per le Chiese Orientali - i padri caldei, in un clima di serenità e di concordia, hanno scelto il loro patriarca, che ha preso il nome di Emmanuel III Delly. Seguendo i canoni, lo stesso 3 dicembre egli ha chiesto ed ottenuto dal Papa l'ecclesiastica communio. Nell'occasione il patriarca, divenuto ipso facto presidente dell'assemblea dei vescovi cattolici iracheni, ha voluto ribadire la fedeltà della Chiesa caldea al successore di Pietro e assicurare il suo personale impegno nel cammino verso l'unità della Chiesa, pur nella complessa situazione in cui si trovava e si trovano tuttora il Vicino Oriente e l'Iraq in particolare. Il 21 dicembre, a Baghdad, è avvenuta la solenne intronizzazione nella pro cattedrale patriarcale di San Giuseppe.
Il suo ministero si è svolto tra numerose difficoltà. Nell'agosto 2004 ha vissuto la dolorosa esperienza degli attacchi ai luoghi di culto di Baghdad e di Mosul. Nell'ottobre 2005 ha partecipato all'XI Assemblea generale ordinaria del Sinodo dei Vescovi ed ha tenuto un intervento su liturgia e devozione dei caldei, nel corso della VII congregazione generale.
Dall'8 al 12 novembre 2005 ha presieduto a Roma il Sinodo speciale dei vescovi caldei, al termine del quale c'è stata l'udienza di Benedetto XVI. Nel salutare il Papa, il patriarca ha motivato la scelta della sede romana con la «tragica situazione che attraversa il nostro martoriato Paese, dove è nato il nostro padre Abramo, a Ur dei Caldei».
Agli inizi dell'aprile 2006, insieme con tutti i vescovi iracheni, ha rivolto un appello ai fedeli, ai credenti e agli uomini di buona volontà, affinché nei giorni 2 e 4 si unissero nella preghiera e nel digiuno per chiedere a Dio il dono della pace e della concordia in Iraq e nel mondo intero. Benedetto XVI ha invitato tutti ad aderire all'iniziativa dei fratelli «di quel martoriato Paese».
A fine settembre 2006, durante un incontro con il Papa, ha riferito sugli enormi problemi che si trova ad affrontare quotidianamente tutta la popolazione dell'Iraq, dove cristiani e musulmani vivono insieme da quattordici secoli come figli della stessa terra.
Il 19 dicembre 2012 papa Benedetto XVI ha accolto la sua rinuncia al governo pastorale della Chiesa Caldea.
È stato membro della Congregazione per le Chiese Orientali.
È morto l'8 aprile 2014, in un ospedale di San Diego, all'età di 86 anni.
Le esequie si sono tenute nella cattedrale cattolica caldea di San Pietro a San Diego e poi in quella di Detroit. È sepolto nell'Holy Sepulchre Cemetery a Southfield.

## Genealogia episcopale e successione apostolica
La genealogia episcopale è:
- Arcivescovo Yukhannan VIII Hormizd
- Vescovo Isaie Jesu-Yab-Jean Guriel
- Arcivescovo Augustin Hindi
- Patriarca Yosep VI Audo
- Patriarca Eliya XIV Abulyonan
- Patriarca Yosep Emmanuel II Thoma
- Arcivescovo Hormisdas Etienne Djibri
- Patriarca Paul II Cheikho
- Cardinale Emmanuel III Delly

La successione apostolica è:
- Arcivescovo Amel Shamon Nona (2010)
- Arcivescovo Bashar Matti Warda, C.SS.R. (2010)